# Люштаку, Куштрим
Куштрим Люштаку (алб. Kushtrim Lushtaku; 8 октября 1989 года, Србица) — косоварский футболист, игравший на позиции нападающего, и футбольный тренер.

## Клубная карьера
Куштрим Люштаку родился в косовском городе Србица, но рос в немецком Хайльбронне, где занимался в местном одноимённом футбольном клубе. В 2006 году он стал игроком немецкого любительского клуба «Бакнанг 1919», а в 2008 году подписал первый профессиональный контракт с косовской командой «Дреница». В июле 2009 года Люштаку перешёл в клуб немецкой Второй Бундеслиги «Мюнхен 1860», но играл за резервную команду в Региональной лиге «Запад».
В начале 2011 года Люштаку подписал контракт со шведским клубом «Эребру». 4 апреля того же года он дебютировал за команду в шведской Аллсвенскан, в гостевом матче против «Гётеборга». Спустя 2 месяца он забил свой первый гол на высшем уровне, поставив на 93-й минуте точку в домашнем поединке против «Треллеборга». По итогам чемпионата 2012 «Эребру» покинул Аллсвенскан, а Люштаку вернулся в «Дреницу». Далее он безуспешно выступал в немецкой Региональной лиге за кёльнскую «Фортуну» и трирский «Айнтрахт», а летом 2014 года заключил соглашение с клубом албанской Суперлиги «Кукеси». Уже после старта чемпионата Албании 2015/16 Люштаку перешёл в другую команду Суперлиги «Фламуртари».

## Карьера в сборной
7 сентября 2014 года Куштрим Люштаку дебютировал за сборную Косова в товарищеском матче против сборной Омана, заменив на 72-й минуте нападающего Шпетима Хасани.

## Статистика выступлений

### В сборной
| Матчи и голы Куштрима Люштаку за сборную Косова | Матчи и голы Куштрима Люштаку за сборную Косова | Матчи и голы Куштрима Люштаку за сборную Косова | Матчи и голы Куштрима Люштаку за сборную Косова | Матчи и голы Куштрима Люштаку за сборную Косова | Матчи и голы Куштрима Люштаку за сборную Косова | Матчи и голы Куштрима Люштаку за сборную Косова |
| №                                               | Дата                                            | Место проведения                                | Соперник                                        | Счёт                                            | Голы                                            | Соревнование                                    |
| ----------------------------------------------- | ----------------------------------------------- | ----------------------------------------------- | ----------------------------------------------- | ----------------------------------------------- | ----------------------------------------------- | ----------------------------------------------- |
| 1                                               | 7 сентября 2014                                 | Городской стадион, Приштина                     | Оман                                            | 1:0                                             | —                                               | Товарищеский матч                               |

Итого: 1 матч / 0 голов; eu-football.info.